# Copa Libertadores 1976
Navigation
Édition précédente Édition suivante

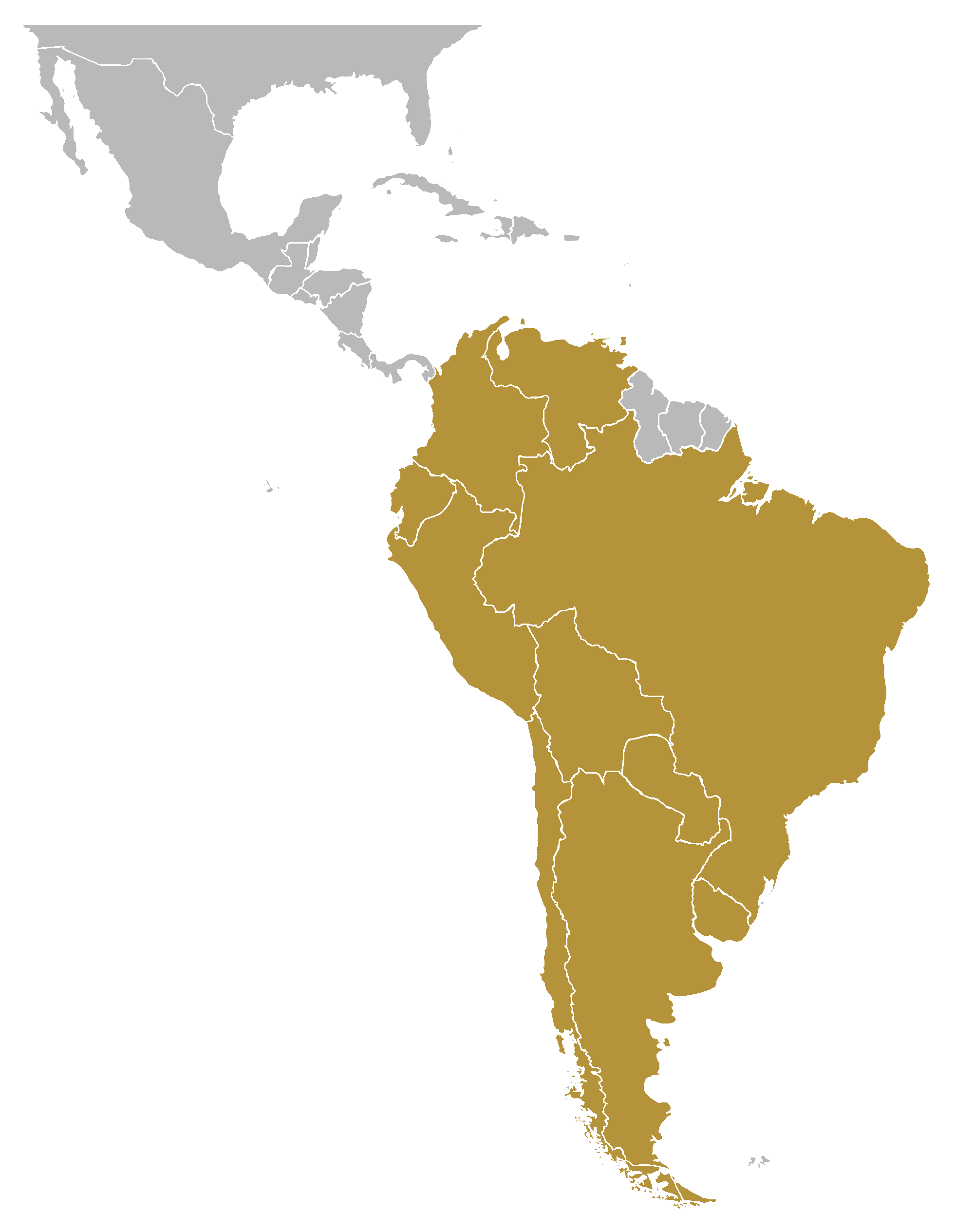
Pays participants à la Copa Libertadores.

La Copa Libertadores 1976 est la 17e édition de la Copa Libertadores. Le club vainqueur de la compétition est désigné champion d'Amérique du Sud 1976 et se qualifie pour la Coupe intercontinentale 1976.
C'est le club brésilien de Cruzeiro qui met un terme au règne du CA Independiente, vainqueur des quatre derniers trophées. Il s'impose en finale face à une autre formation argentine, River Plate. C'est le premier titre du club, qui dispute là sa première finale sud-américaine alors que River Plate échoue une nouvelle fois en finale, dix ans après la première. C'est le premier trophée pour le Brésil depuis 13 ans et le double sacre de Santos. L'attaquant de Cruzeiro Palhinha est sacré meilleur buteur de l'épreuve avec treize réalisations.
La compétition conserve le même format que lors de l'édition précédente : les vingt équipes engagées sont réparties en cinq poules (avec pour chaque poule deux clubs de deux pays). Seul le premier de chaque groupe accède au deuxième tour, qui remplace les demi-finales, où ils sont rejoints par le tenant du titre. Deux poules de trois sont formées et le meilleur de chaque poule se qualifie pour la finale, jouée en matchs aller-retour, avec un match d'appui éventuel en cas d'égalité sur les deux rencontres.

## Clubs participants
- CA Independiente - Tenant du titre
- Club Atlético River Plate - Vainqueur du tournoi Metropolitano 1975
- Estudiantes de La Plata - Vainqueur du tournoi Nacional 1975
- Club Deportivo Guabirá - Vainqueur de la Copa Simón Bolivar 1975
- Club Bolívar - Finaliste de la Copa Simón Bolivar 1975
- Sport Club Internacional - Champion du Brésil 1975
- Cruzeiro Esporte Clube - Vice-champion du Brésil 1975
- Club de Deportes Unión Española - Champion du Chili 1975
- Club Deportivo Palestino - Vainqueur de la Liguilla pré-Libertadores 1975
- Club Independiente Santa Fe - Champion de Colombie 1975
- Millonarios Fútbol Club - Vice-champion de Colombie 1975
- Liga Deportiva Universitaria de Quito - Champion d'Équateur 1975
- Club Deportivo Cuenca - Vice-champion d'Équateur 1975
- Club Olimpia - Champion du Paraguay 1975
- Club Sportivo Luqueño - Vice-champion du Paraguay 1975
- Club Alianza Lima - Champion du Pérou 1975
- Club Deportivo Alfonso Ugarte - Vice-champion du Pérou 1975
- Club Atlético Peñarol - Champion d'Uruguay 1975
- Club Nacional de Football - Vice-champion d'Uruguay 1975
- Portuguesa FC - Champion du Venezuela 1975
- Deportivo Galicia - Vice-champion du Venezuela 1975

## Compétition

### Premier tour
| Rang | Équipe                    | Pts | J | G | N | P | Bp | Bc | Diff |  | Résultats (▼ dom., ► ext.) | RPl | Est | Por | Gal |
| ---- | ------------------------- | --- | - | - | - | - | -- | -- | ---- |  | -------------------------- | --- | --- | --- | --- |
| 1    | Club Atlético River Plate | 10  | 6 | 5 | 0 | 1 | 10 | 3  | +7   |  | Club Atlético River Plate  |     | 1-0 | 2-1 | 4-1 |
| 2    | Estudiantes de La Plata   | 9   | 6 | 4 | 1 | 1 | 11 | 3  | +8   |  | Estudiantes de La Plata    | 1-0 |     | 3-0 | 4-0 |
| 3    | Portuguesa FC             | 5   | 6 | 2 | 1 | 3 | 8  | 11 | -3   |  | Portuguesa FC              | 0-2 | 2-2 |     | 3-1 |
| 4    | Deportivo Galicia         | 0   | 6 | 0 | 0 | 6 | 3  | 15 | -12  |  | Deportivo Galicia          | 0-1 | 0-1 | 1-2 |     |

| Rang | Équipe                 | Pts | J | G | N | P | Bp | Bc | Diff |  | Résultats (▼ dom., ► ext.) | LDU | Cue | Bol | Gua |
| ---- | ---------------------- | --- | - | - | - | - | -- | -- | ---- |  | -------------------------- | --- | --- | --- | --- |
| 1    | LDU Quito              | 8   | 6 | 3 | 2 | 1 | 10 | 5  | +5   |  | LDU Quito                  |     | 1-1 | 2-1 | 4-0 |
| 2    | Club Deportivo Cuenca  | 8   | 6 | 3 | 2 | 1 | 9  | 6  | +3   |  | Club Deportivo Cuenca      | 0-0 |     | 3-1 | 1-0 |
| 3    | Club Bolívar           | 6   | 6 | 3 | 0 | 3 | 16 | 11 | +5   |  | Club Bolívar               | 3-2 | 4-2 |     | 7-1 |
| 4    | Club Deportivo Guabirá | 2   | 6 | 1 | 0 | 5 | 2  | 15 | -13  |  | Club Deportivo Guabirá     | 0-1 | 0-2 | 1-0 |     |

| Match d'appui pour la 1re place | LDU Quito             | 2 - 1 | Club Deportivo Cuenca | Guayaquil |  |
| 22 avril 1975                   | Carrera · Rivadeneira |       | Villagra              |           |  |

| Rang | Équipe                   | Pts | J | G | N | P | Bp | Bc | Diff |  | Résultats (▼ dom., ► ext.) | Cru | Int | Oli | Luq |
| ---- | ------------------------ | --- | - | - | - | - | -- | -- | ---- |  | -------------------------- | --- | --- | --- | --- |
| 1    | Cruzeiro Esporte Clube   | 11  | 6 | 5 | 1 | 0 | 20 | 9  | +11  |  | Cruzeiro Esporte Clube     |     | 5-4 | 4-1 | 4-1 |
| 2    | Sport Club Internacional | 7   | 6 | 3 | 1 | 2 | 10 | 8  | +2   |  | Sport Club Internacional   | 0-2 |     | 1-0 | 3-0 |
| 3    | Club Olimpia             | 4   | 6 | 1 | 2 | 3 | 7  | 11 | -4   |  | Club Olimpia               | 2-2 | 1-1 |     | 2-3 |
| 4    | Club Sportivo Luqueño    | 2   | 6 | 1 | 0 | 5 | 5  | 14 | -9   |  | Club Sportivo Luqueño      | 1-3 | 0-1 | 0-1 |     |

| Rang | Équipe                        | Pts | J | G | N | P | Bp | Bc | Diff |  | Résultats (▼ dom., ► ext.)    | Ali | Mil | AUg | SFe |
| ---- | ----------------------------- | --- | - | - | - | - | -- | -- | ---- |  | ----------------------------- | --- | --- | --- | --- |
| 1    | Club Alianza Lima             | 8   | 6 | 3 | 2 | 1 | 8  | 4  | +4   |  | Club Alianza Lima             |     | 2-1 | 0-0 | 3-0 |
| 2    | Millonarios Fútbol Club       | 6   | 6 | 2 | 2 | 2 | 8  | 5  | +3   |  | Millonarios Fútbol Club       | 1-0 |     | 4-0 | 1-1 |
| 3    | Club Deportivo Alfonso Ugarte | 6   | 6 | 1 | 4 | 1 | 5  | 8  | -3   |  | Club Deportivo Alfonso Ugarte | 0-0 | 1-1 |     | 2-1 |
| 4    | Club Independiente Santa Fe   | 4   | 6 | 1 | 2 | 3 | 7  | 11 | -4   |  | Club Independiente Santa Fe   | 2-3 | 1-0 | 2-2 |     |

| Rang | Équipe                    | Pts | J | G | N | P | Bp | Bc | Diff |  | Résultats (▼ dom., ► ext.) | Peñ | UEs | Pal | Nac |
| ---- | ------------------------- | --- | - | - | - | - | -- | -- | ---- |  | -------------------------- | --- | --- | --- | --- |
| 1    | Club Atlético Peñarol     | 8   | 6 | 3 | 2 | 1 | 7  | 4  | +3   |  | Club Atlético Peñarol      |     | 2-0 | 2-1 | 1-1 |
| 2    | CD Unión Española         | 8   | 6 | 3 | 2 | 1 | 5  | 3  | +2   |  | CD Unión Española          | 0-0 |     | 1-0 | 2-0 |
| 3    | Club Deportivo Palestino  | 5   | 6 | 2 | 1 | 3 | 5  | 6  | -1   |  | Club Deportivo Palestino   | 1-0 | 0-1 |     | 2-1 |
| 4    | Club Nacional de Football | 3   | 6 | 0 | 3 | 3 | 5  | 9  | -4   |  | Club Nacional de Football  | 1-2 | 1-1 | 1-1 |     |

### Deuxième tour
| Rang | Équipe                 | Pts | J | G | N | P | Bp | Bc | Diff |  | Résultats (▼ dom., ► ext.) | Cru | LDU | Ali |
| ---- | ---------------------- | --- | - | - | - | - | -- | -- | ---- |  | -------------------------- | --- | --- | --- |
| 1    | Cruzeiro Esporte Clube | 8   | 4 | 4 | 0 | 0 | 18 | 3  | +15  |  | Cruzeiro Esporte Clube     |     | 4-1 | 7-1 |
| 2    | LDU de Quito           | 2   | 4 | 1 | 0 | 3 | 4  | 10 | -6   |  | LDU de Quito               | 1-3 |     | 2-1 |
| 3    | Club Alianza Lima      | 2   | 4 | 1 | 0 | 3 | 4  | 13 | -9   |  | Club Alianza Lima          | 0-4 | 2-0 |     |

| Rang | Équipe                    | Pts | J | G | N | P | Bp | Bc | Diff |  | Résultats (▼ dom., ► ext.) | RPl | Ind | Peñ |
| ---- | ------------------------- | --- | - | - | - | - | -- | -- | ---- |  | -------------------------- | --- | --- | --- |
| 1    | Club Atlético River Plate | 5   | 4 | 2 | 1 | 1 | 4  | 1  | +3   |  | Club Atlético River Plate  |     | 0-0 | 3-0 |
| 2    | CA IndependienteT         | 5   | 4 | 2 | 1 | 1 | 2  | 1  | +1   |  | CA Independiente           | 0-1 |     | 1-0 |
| 3    | Club Atlético Peñarol     | 2   | 4 | 1 | 0 | 3 | 1  | 5  | -4   |  | Club Atlético Peñarol      | 1-0 | 0-1 |     |

| Match d'appui pour la 1re place | Club Atlético River Plate | 1 - 0 | CA Independiente | Buenos Aires |  |
| 16 juillet 1976                 | González                  |       |                  |              |  |

### Finale
| 21 juillet 1976 | Cruzeiro Esporte Clube                      | 4 - 1 | Club Atlético River Plate | Mineirão, Belo Horizonte                           |                                                    |
|                 | Nelinho 22e · Palhinha 29e, 40e · Valdo 80e |       | 63e Más                   | Spectateurs : 58 720 Arbitrage : Vicente Llobregat | Spectateurs : 58 720 Arbitrage : Vicente Llobregat |

| 28 juillet 1976 | Club Atlético River Plate      | 2 – 1 | Cruzeiro Esporte Clube | Stade Monumental, Buenos Aires                       |                                                      |
|                 | Juan José López 10e · González |       | 48e Palhinha           | Spectateurs : 90 000 Arbitrage : José Martínez Bazán | Spectateurs : 90 000 Arbitrage : José Martínez Bazán |

| 30 juillet 1976 | Cruzeiro Esporte Clube                   | 3 - 2 | Club Atlético River Plate | Estadio Nacional de Chile, Santiago               |                                                   |
|                 | Nelinho 22e · Eduardo 55e · Joãzinho 88e |       | 59e Más · 64e             | Spectateurs : 40 000 Arbitrage : Alberto Martínez | Spectateurs : 40 000 Arbitrage : Alberto Martínez |

| Vainqueur de la Copa Libertadores 1976 |
| -------------------------------------- |
| Cruzeiro Esporte Clube Premier titre   |